# Diócesis de Zé Doca
La diócesis de Zé Doca (en latín: Dioecesis Pinerensis y en portugués: Diocese de Zé Doca) es una circunscripción eclesiástica de la Iglesia católica en Brasil. Se trata de una diócesis latina, sufragánea de la arquidiócesis de São Luís do Maranhão. Desde el 23 de julio de 2014 su obispo es Jan Kot, de los Misioneros Oblatos de María Inmaculada.

## Territorio y organización
La diócesis tiene 35 100 km² y extiende su jurisdicción sobre los fieles católicos de rito latino residentes en la parte noroccidental del estado de Maranhão en los 19 municipios de: Amapá do Maranhão, Araguanã, Boa Vista do Gurupi, Bom Jardim, Cândido Mendes, Carutapera, Centro do Guilherme, Centro Novo do Maranhão, Godofredo Viana, Governador Newton Bello, Governador Nunes Freire, Junco do Maranhão, Luís Domingues, Maracaçumé, Maranhãozinho, Nova Olinda do Maranhão, Presidente Médici, Santa Luzia do Paruá, São João do Carú y Zé Doca.
La sede de la diócesis se encuentra en la ciudad de Zé Doca, en donde se halla la Catedral de San Antonio de Padua.
En 2020 en la diócesis existían 21 parroquias agrupadas en 5 vicariatos foráneos. 

## Historia
La prelatura territorial de Cândido Mendes fue erigida el 16 de octubre de 1961 con la bula Quod Christus Iesus del papa Juan XXIII, obteniendo el territorio de la prelatura territorial de Pinheiro (hoy diócesis de Pinheiro). La Iglesia de la Santísima Virgen María Inmaculada fue erigida como catedral de la prelatura.
El 6 de noviembre de 1976, con la carta apostólica Ex quo tempore, el papa Pablo VI proclamó a san Francisco Javier patrón principal de la prelatura territorial.
El 13 de octubre de 1983, en virtud de la bula In Brasilia Praelaturae del papa Juan Pablo II, la prelatura territorial fue elevada a diócesis, con el nombre de diócesis de Cândido Mendes (dioecesis Candimendensis).
El 5 de julio de 1991, en virtud del decreto Cum urbs de la Congregación para los Obispos, el obispado fue transferido de Cândido Mendes a Zé Doca, donde la iglesia de San Antonio de Padua fue erigida como nueva catedral, y la diócesis asumió la nombre actual.
El 20 de febrero de 1997 cedió el territorio del municipio de Turiaçu a la diócesis de Pinheiro.

## Estadísticas
Según el Anuario Pontificio 2021 la diócesis tenía a fines de 2020 un total de 359 200 fieles bautizados.
| Año                                                                             | Población            | Población | Población      | Sacerdotes | Sacerdotes    | Sacerdotes    | Bautizados por sacerdote | Diáconos permanentes | Religiosos | Religiosos | Parroquias |
| Año                                                                             | Bautizados católicos | Total     | % de católicos | Total      | Clero secular | Clero regular | Bautizados por sacerdote | Diáconos permanentes | Varones    | Mujeres    | Parroquias |
| ------------------------------------------------------------------------------- | -------------------- | --------- | -------------- | ---------- | ------------- | ------------- | ------------------------ | -------------------- | ---------- | ---------- | ---------- |
| 1963                                                                            | 45 000               | 50 000    | 90.0           | 7          |               | 7             | 6428                     |                      | 7          |            | 3          |
| 1968                                                                            | 63 000               | 66 183    | 95.2           | 9          | 6             | 3             | 7000                     |                      | 3          | 16         | 3          |
| 1976                                                                            | 75 000               | 80 000    | 93.8           | 8          | 6             | 2             | 9375                     |                      | 2          | 21         | 5          |
| 1980                                                                            | 65 700               | 83 000    | 79.2           | 14         | 8             | 6             | 492                      |                      | 7          | 33         | 12         |
| 1990                                                                            | 240 000              | 282 000   | 85.1           | 12         | 6             | 6             | 20 000                   |                      | 13         | 36         | 13         |
| 1999                                                                            | 277 000              | 318 000   | 87.1           | 16         | 12            | 4             | 17 312                   |                      | 11         | 23         | 11         |
| 2000                                                                            | 280 000              | 322 000   | 87.0           | 10         | 6             | 4             | 28 000                   |                      | 11         | 24         | 11         |
| 2001                                                                            | 260 000              | 300 000   | 86.7           | 15         | 11            | 4             | 17 333                   | 1                    | 12         | 19         | 11         |
| 2002                                                                            | 260 000              | 300 000   | 86.7           | 20         | 15            | 5             | 13 000                   |                      | 13         | 18         | 11         |
| 2003                                                                            | 260 000              | 284 932   | 91.2           | 12         | 10            | 2             | 21 666                   |                      | 11         | 15         | 12         |
| 2004                                                                            | 260 000              | 284 932   | 91.2           | 13         | 11            | 2             | 20 000                   |                      | 8          | 17         | 12         |
| 2010                                                                            | 293 000              | 319 000   | 91.8           | 22         | 20            | 2             | 13 318                   | 1                    | 9          | 14         | 16         |
| 2014                                                                            | 307 500              | 334 000   | 92.1           | 26         | 24            | 2             | 11 826                   | 1                    | 8          | 21         | 20         |
| 2017                                                                            | 356 000              | 385 000   | 92.5           | 23         | 21            | 2             | 15 478                   | 1                    | 7          | 20         | 19         |
| 2020                                                                            | 359 200              | 392 000   | 91.6           | 26         | 22            | 4             | 13 815                   |                      | 9          | 21         | 21         |
| Fuente: Catholic-Hierarchy, que a su vez toma los datos del Anuario Pontificio. |                      |           |                |            |               |               |                          |                      |            |            |            |

## Episcopologio
- Sede vacante (1961-1965)

- Guido Maria Casullo † (20 de diciembre de 1965-5 de noviembre de 1985 retirado)
- Walmir Alberto Valle, I.M.C. † (5 de noviembre de 1985-6 de noviembre de 2002 nombrado obispo coadjutor de Joaçaba)
- Carlo Ellena (18 de febrero de 2004-23 de julio de 2014 retirado)
- Jan Kot, O.M.I., desde el 23 de julio de 2014